# Erland Nordenskiöld

Nordenskiöld hos ashluslayvänner (nivaclé). Rio Pilcomayo, Bolivia. Hernmarckska expeditionen (1908–1909).

Nils Erland Herbert Nordenskiöld, född 19 juli 1877 i Stockholm, död 5 juli 1932 i Göteborg, var en svensk friherre, museiman och forskningsresande. Nordenskiöld var son till upptäcktsresanden Adolf Erik Nordenskiöld.  

## Biografi

### Bakgrund
Erland Nordenskiöld var son till Adolf Erik Nordenskiöld (släkten Nordenskiöld) och Anna Maria Mannerheim, dotter till hovrättspresidenten Carl Gustaf Mannerheim och Eva Wilhelmina von Schantz född i adelsätten von Schantz; han gifte sig den 2 april 1910 i Stockholm med Olga Vilhelmina Adelöw, dotter till en snickare. 
Erland Nordenskiöld avled på Sahlgrenska sjukhuset i Göteborg, jordfästes i Kristine kyrka där, men gravsattes på Västerljungs kyrkogård.
Han var kusin till Gustaf Mannerheim; han fann tillsammans med Leonard Jägerskiöld ett engagemang i värvningen av frivilliga från Göteborg till finska inbördeskriget. Han erhöll Frihetskorset av tredje klass 1918.
Keramikern och designern Gustaf Nordenskiöld och dennes bror TV-journalisten Viktor Nordenskiöld är barnbarn till honom.

### Liv och verk
I Göteborg kom Nordenskiöld att tillhöra det så kallade Lördagslaget, som samlades om lördagarna bland annat för att dryfta politiska frågor. Sällskapet räknade även bland andra Henrik Almstrand, Leonard Jägerskiöld, Ernst Hagelin, Otto Sylwan, Ludvig Stavenow, Erik Björkman, Axel Romdahl, Otto Lagercrantz, Axel Nilsson, Evald Lidén, Gösta Göthlin, Albert Lilienberg och Peter Lamberg. 
Nordenskiölds uppväxt och fostran präglades i hög grad av faderns vetenskapliga gärning. Kort efter sin fil.kand. företog han en resa till Sydamerika 1899. Han åtföljdes på resan av Oscar Borge, expeditionens botaniker. Åren 1901–1902 gjorde han en ny resa till samma kontinent, den så kallade Chaco-Cordillera-expeditionen. Denna hade planerats tillsammans med Eric von Rosen och Gustaf von Hofsten, som var expeditionens etnograf–arkeolog respektive botaniker. Under denna resa väcktes Nordenskiölds intresse för amerikas ursprungsbefolkningar. Nya resor företogs, den Svenska expeditionen 1904-1905 och den Hernmarckska expeditionen 1908-1909, den senaste tack vare vännen Arvid Hernmarcks generösa bidrag. 1907 var Nordenskiöld huvudansvarig för den Etnografiska Missionsutställning som producerades i samarbete med Svenska Missionsförbundet och visades i Stockholm under sommaren. År 1913 företog han en ny resa, denna gång som nybakad intendent vid Göteborgs museum och föreståndare för dess etnografiska avdelning. På grund av första världskrigets utbrott dröjde det till 1927 år innan han åter kunde resa till Sydamerika. 
Nordenskiöld förde rika och idag unika samlingar från Sydamerikas ursprungsfolk hem till Göteborgs museum. Några av de folk han besökte är idag utrotade, andra har förlorat sin kulturella identitet. Han var känd som en fascinerande men också krävande föredragshållare, som gärna ägnade sig åt detaljer. Nordenskiöld var ett ledande namn vid flera internationella amerikanistkongresser och en uppskattad generalsekreterare vid kongressen i Göteborg 1924. Som författare var han outtröttlig. 
Hans musei- och forskartradition fördes vidare av Sven Lovén, Henry Wassén, Sigvald Linné, Stig Rydén och Karl Gustav Izikowitz. Nordenskiöld byggde upp den etnografiska avdelningen vid Göteborgs museum till vad som vid hans död betraktades som en förebild för motsvarande institutioner i världen. Han betraktas som en av pionjärerna inom den amerikanistiska forskningen.

### Böcker på svenska
- Iakttagelser och fynd i grottor vid Ultima Esperanza i sydvestra Patagonien. Kungl. Svenska vetenskapsakademiens handlingar, 0023-5377 ; N.F. 33 :3. Stockholm. 1900. Libris 2714905
- Östersjöns nutida sötvattensmolluskfauna jämförd med Ancylussjöns : Med 2 taflor. Vet.akad.,K.Svenska. Bihang till handlingar ; Bd 26 : Afd.4 :n :o 11. 1900. Stockholm. 1900. Libris 2938482
- Resa i gränstrakterna mellan Bolivia och Argentina. Stockholm. 1902. Libris 3378511
- Från högfjäll och urskogar : stämningsbilder från Anderna och Chaco. Stockholm: Wahlström & Widstrand. 1903. Libris 1727894
- Arkeologiska undersökningar i Perus och Bolivias gränstrakter 1904-1905 : Med 7 taflor och 54 figurer jämte en kartskiss i texten. Meddelad den 24 nov.1906 af O.Montelius och E.Lönnberg. Handlingar,Kungl.Sv.Vetenskapsakademiens. N.F. ; Bd 42 : No.2. 1906. Uppsala. 1906. Libris 2938441
- Resa i Perus och Bolivias gränstrakter, företagen med understöd af Vega- och Wahlbergsstipendierna : redogörelse för de etnografiska och arkeologiska arbetena. Stockholm. 1906. Libris 12101680
- Naturhistoriska riksmuseum : Kortfattad handledning för besökande af riksmuseets etnografiska afdelningl, samlingarna Wallingatan 1 A. [Stockholm] [Med plankarta.]. Uppsala. 1907. Libris 2938467
- Antropogeografiska studier i östra Bolivia : (Meddelande från Hernmarckska expeditionen 1908-1909.). Stockholm. 1910. Libris 2938440
- Indianlif i El Gran Chaco (Syd-Amerika). Stockholm: Bonnier. 1910. Libris 1853375
- Indianer och hvita i nordöstra Bolivia. Stockholm: Bonnier. 1911. Libris 864928
- Urskogsvandringar i Bolivia. Norstedts reseskildringar ; 1. [1911]. [Stockholm]. 1911. Libris 2938477
- Förteckning över en vandringssamling från Sydamerikas indianer. Stockholm: Bonniers. 1912. Libris 1637686
- De sydamerikanska indianernas kulturhistoria. Stockholm: Bonnier. 1912. Libris 1637685
- Forskningar och äventyr i Sydamerika. Stockholm: Bonnier. 1915. Libris 12128804. https://runeberg.org/forsksyd/
- Drömsagor från Anderna. Stockholm: Bonnier. 1916. Libris 1656583
- Sydamerika : kampen om guld och silver 1498-1600. De geografiska upptäckternas historia, 99-0481932-7 ; [1]. Uppsala: Lindblad. 1919. Libris 361373
- Indianerna på Panamanäset. Stockholm: Åhlén & Åkerlund. 1928. Libris 361377
- En jämförelse mellan indiankulturen i södra Sydamerika och i Nordamerika. Stockholm. 1926. Libris 2938464